# Makushino
Makushino (en ruso: Маку́шино) es una ciudad del óblast de Kurgán, Rusia, ubicada en la ladera este de los montes Urales, a 181 km al este de Kurgán, la capital del óblast. Su población en el año 2010 era de 8300 habitantes.

## Historia
Se fundó por campesinos que emigraron desde Rusia central. En 1893 se construyó en la localidad una estación de ferrocarril, lo que supuso un aumento significativo de la población. Obtuvo el estatus o categoría de ciudad en 1956.